# فدرال ایر
فدرال ایر (به انگلیسی: Federal Air) یک شرکت هواپیمایی با کد یاتا 7V است که در تاریخ ۱۹۸۹ میلادی تأسیس شده‌است. دفتر مرکزی فدرال ایر در فرودگاه بین‌المللی اولیور تامبو واقع شده‌است و قطب این شرکت هواپیمایی در فرودگاه بین‌المللی اولیور تامبو، فرودگاه بین‌المللی کروگر مپومالانگا، فرودگاه بین‌المللی جومو کنیاتا، فرودگاه بین‌المللی حراره و فرودگاه بین‌المللی لوزاکا قرار دارد.